# Argies
Argies est un groupe de rock fusion argentin, originaire de Rosario, dans la Province de Santa Fe. Argies mêle punk rock, ska et reggae Le groupe est pionnier dans la même lignée que Los Violadores et Los Baraja, dans les scènes punk argentine et sud-américaine. 
Le groupe est une coopérative qui permet à ses membres d'aller et venir comme bon leur semble. Leurs concerts sont totalement autogérés, et basés sur le do-it-yourself.
Le groupe est mené par David Balbina, chanteur, guitariste, compositeur, fondateur et membre unique original d'Argies.

## Biographie
Le groupe est formé à Rosario, dans la Province de Santa Fe, en 1984, un an après le retour de la démocratie, marquant la fin du terrorisme d'État qui a eu lieu en Argentine entre 1976 et 1983. Le groupe choisit ironiquement de s'appeler Argies, une apocope péjorative du mot « argentin » en anglais ; terme popularisé par les quotidiens sensationnalistes britanniques, pendant le contexte de guerre entre l'Argentine et l'Angleterre en 1982, opposant soldats anglais et soldats argentins.
Après son succès assez limité dans la scène underground sud-américaine, le groupe est découvert en 1997 par le groupe allemand Die Toten Hosen, lors d'un concert à Buenos Aires. Il devient groupe de soutien des Die Toten Hosen en Argentine et en Autriche. Ensuite, ils jouent à des festivals punk en Europe, et se popularise à travers cette scène en jouant dans divers pays : Allemagne, Brésil, Pays-Bas, Chine, République tchèque, Bulgarie, Pologne, Hongrie, France, ex-Yougoslavie, Portugal, Espagne, Italie, Philippines, Singapour, Malaisie, et Indonésie.

## Style musical
Bien qu'ancré dans le punk britannique des années 1970, le style musical du groupe mêle reggae, funk, ska, dub, rock and roll et rythmes latins.

## Discographie
- 1996 : Historias y corridas
- 1998 : A media asta
- 2001 : La Frontera
- 2002 : Great Combat Performances
- 2003 : Himnos de combate
- 2003 : Fake Reaction
- 2005 : Al límite de las utopías
- 2007 : Lista Negra, historia de Argies
- 2008 : Quien despierta
- 2010 : Click Off
- 2012 : Don´t Cry for Me (best-of)
- 2013 : Bailando en mis Zapatos
- 2014 : 30 años en las Trincheras
- 2015 : Siempre alerta (live)
- 2016 : Prost, Nazdrowie, Cheers
- 2019 : Vida cara
- 2020 : Volviéndose Ska
- 2021 : Global Live (live)
- 2022 : Reset
- 2024 : Nunca calladitos!